# Гнилиця (II притока Сіверського Дінця)
Гнилиця — річка у Чугуївському районі Харківської області, ліва притока Сіверського Донця.

## Опис
Довжина річки 32  км.,  похил річки — 1,6 м/км. Формується з багатьох безіменних струмків та водойм. Площа басейну 242 км².

## Розташування
Гнилиця бере початок біля села Михайлівка. Тече переважно на північний захід в межах сіл Нова Гнилиця, Гракове, Ртищівка, Стара Гнилиця та Скрипаї. На південній стороні віжд села Мохнач впадає у річку Сіверський Донець, права притока Дону.

## Притоки
- Яр Гаврилів - права притока
- Яр Бісиків - права притока у Чкаловській громаді, впадає у селі Нова Гнилиця
- Яр Гайворон - ліва притока
- Яр Циганок - ліва притока у Чкаловській селищній громаді, впадає на південно-західній околиці села Ртищівка[1]
- Яр Мартинів - права притока у Малинівській селищній громаді, впадає на заході від села Ртищівка
- Андрюшівський яр - права притока у Малинівській громаді, впадає на сході від села Стара Гнилиця[2]
- Куплеватий яр - ліва притока у Малинівській громаді, впадає на східній околиці села Стара Гнилиця[3]
- Яр Коновалов - ліва притока у Малинівській громаді, впадає у селі Стара Гнилиця
- Яр Гладкий - права притока у Малинівській громаді, впадає у селі Стара Гнилиця
- Яр Коряків - права притока